# Marcelo Morales
Marcelo Fabián Morales (9 ottobre 1966) è un ex calciatore argentino, di ruolo centrocampista.